# Nastro d'argento al migliore soggetto

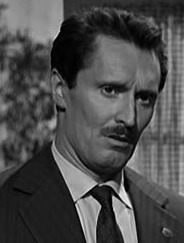
Pietro Germi è stato il primo sceneggiatore a conquistare il premio nel 1946.

Ennio Flaiano condivide il maggior numero di vittorie del premio, quattro.

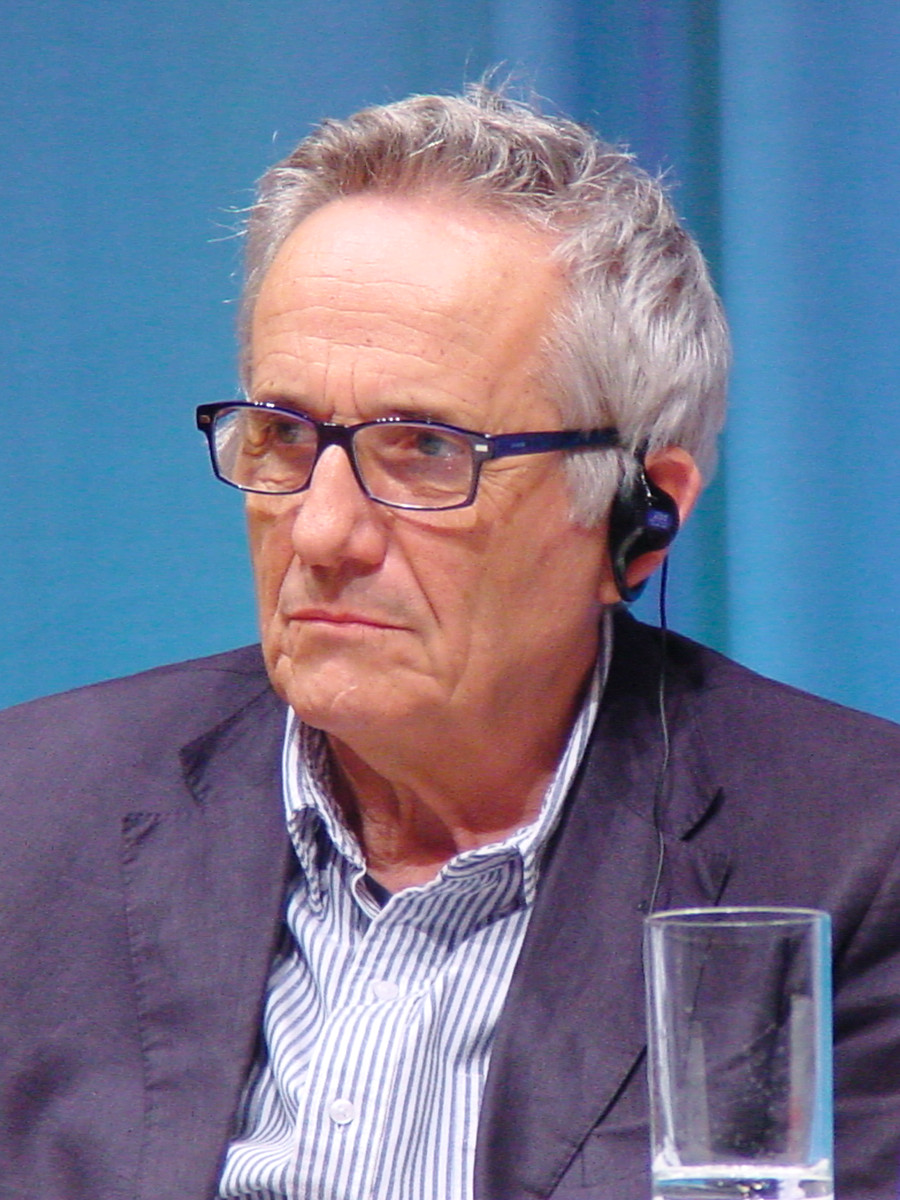
Marco Bellocchio condivide il maggior numero di vittorie del premio, quattro.

Il Nastro d'argento al migliore soggetto è un riconoscimento cinematografico italiano assegnato annualmente dal Sindacato nazionale giornalisti cinematografici italiani a partire dal 1946.
Coloro che hanno ricevuto questo premio il maggior numero di volte (quattro) sono Ennio Flaiano e Marco Bellocchio.

## Albo d'oro
I vincitori sono indicati in grassetto, a seguire gli altri candidati.

### Anni 1946-1949
- 1946: Pietro Germi - Il testimone
- 1947: Suso Cecchi D'Amico, Piero Tellini e Luigi Zampa - Vivere in pace
- 1948: Ennio Flaiano - Roma città libera
- 1949: Cesare Zavattini - Ladri di biciclette

### Anni 1950-1959
- 1950: Non assegnato
- 1951: Non assegnato
- 1952: Non assegnato
- 1953: Non assegnato
- 1954: Non assegnato
- 1955: Non assegnato
- 1956: Non assegnato
- 1957: Non assegnato
- 1958: Non assegnato
- 1959: Francesco Rosi e Suso Cecchi D'Amico - La sfida
  - Agenore Incrocci e Furio Scarpelli - I soliti ignoti
  - Alfredo Giannetti e Pietro Germi - L'uomo di paglia

### Anni 1960-1969
- 1960: Pier Paolo Pasolini - La notte brava
  - Valerio Zurlini - Estate violenta
  - Mario Monicelli, Agenore Incrocci, Furio Scarpelli e Luciano Vincenzoni - La grande guerra
- 1961: Federico Fellini, Ennio Flaiano e Tullio Pinelli - La dolce vita
  - Michelangelo Antonioni - L'avventura
  - Luchino Visconti, Vasco Pratolini e Suso Cecchi D'Amico - Rocco e i suoi fratelli
- 1962: Ennio De Concini, Alfredo Giannetti e Pietro Germi - Divorzio all'italiana
  - Rodolfo Sonego - Una vita difficile
  - Ermanno Olmi ed Ettore Lombardo - Il posto
- 1963: Elio Petri e Tonino Guerra - I giorni contati
  - Dino Risi - Il sorpasso
  - Bruno Caruso - Mafioso
- 1964: Federico Fellini ed Ennio Flaiano - 8½
  - Raffaele La Capria e Francesco Rosi - Le mani sulla città
  - Goffredo Parise - Una storia moderna - L'ape regina
- 1965: Marco Ferreri - La donna scimmia
  - Antonio Pietrangeli, Ruggero Maccari ed Ettore Scola - La visita
  - Pietro Germi e Luciano Vincenzoni - Sedotta e abbandonata
- 1966: Marco Bellocchio - I pugni in tasca
- 1967: Pier Paolo Pasolini - Uccellacci e uccellini
  - Pietro Germi e Luciano Vincenzoni - Signore & signori
  - Alessandro Blasetti - Io, io, io... e gli altri
- 1968: Marco Bellocchio - La Cina è vicina
  - Ruggero Maccari, Nanni Loy e Giorgio Arlorio - Il padre di famiglia
  - Paolo e Vittorio Taviani - I sovversivi
- 1969: Marcello Fondato - I protagonisti
  - Pier Paolo Pasolini - Teorema
  - Rodolfo Sonego - La ragazza con la pistola

### Anni 1970-1979
- 1970: Marco Ferreri - Dillinger è morto
  - Luigi Magni - Nell'anno del Signore
  - Fabio Carpi, Iaia Fiastri, Ruggero Maccari, Dino Risi e Bernardino Zapponi - Vedo nudo
  - Nicola Badalucco, Enrico Medioli e Luchino Visconti - La caduta degli dei
- 1971: Ugo Pirro ed Elio Petri - Indagine su un cittadino al di sopra di ogni sospetto
- 1972: Nino Manfredi - Per grazia ricevuta
- 1973: Alberto Bevilacqua - Questa specie d'amore
- 1974: Federico Fellini e Tonino Guerra - Amarcord
- 1975: Franco Brusati - Pane e cioccolata
  - Paolo e Vittorio Taviani - Allonsanfàn
  - Enrico Medioli - Gruppo di famiglia in un interno
- 1976: Leonardo Benvenuti, Piero De Bernardi, Pietro Germi e Tullio Pinelli - Amici miei
- 1977: Marco Ferreri e Dante Matelli - L'ultima donna
- 1978: Nanni Moretti - Ecce bombo
- 1979: Ermanno Olmi - L'albero degli zoccoli

### Anni 1980-1989
- 1980: Nanni Loy ed Elvio Porta - Café Express
- 1981: Massimo Troisi - Ricomincio da tre
- 1982: Luigi Comencini e Massimo Patrizi - Cercasi Gesù
- 1983: Gianni Amelio - Colpire al cuore
  - Francesco Nuti e Maurizio Ponzi - Io, Chiara e lo Scuro
  - Paolo e Vittorio Taviani - La notte di San Lorenzo
- 1984: Pupi Avati ed Antonio Avati - Una gita scolastica
- 1985: Giuseppe Bertolucci - Segreti segreti
- 1986: Peter Del Monte - Piccoli fuochi
  - Nanni Moretti e Sandro Petraglia - La messa è finita
  - Tullio Pinelli - Speriamo che sia femmina
- 1987: Suso Cecchi D'Amico ed Ennio Flaiano - L'inchiesta
  - Citto Maselli - Storia d'amore
  - Enrico Oldoini e Marco Ferreri - I Love You
- 1988: Stefano Sudriè e Franco Amurri - Da grande
- 1989: Maurizio Nichetti - Ladri di saponette

### Anni 1990-1999
- 1990: Nanni Moretti - Palombella rossa
- 1991: Giuseppe Tornatore - Stanno tutti bene
  - Claudia Sbarigia, Gloria Malatesta e Francesca Archibugi - Verso sera
  - Aurelio Grimaldi e Marco Risi - Ragazzi fuori
  - Paolo Virzì, Fabrizio Bentivoglio, Francesca Marciano ed Alessandro Vivarelli - Turné
  - Cristina Comencini - I divertimenti della vita privata
- 1992: Sandro Petraglia, Andrea Purgatori e Stefano Rulli - Il muro di gomma
- 1993: Filippo Ascione, Leonardo Benvenuti, Piero De Bernardi e Carlo Verdone - Al lupo al lupo
- 1994: Francesca Archibugi - Il grande cocomero
  - Nanni Moretti - Caro diario
  - Maurizio Zaccaro - L'Articolo 2
  - Franco Bernini, Angelo Pasquini e Gabriele Salvatores - Sud
  - Pappi Corsicato - Libera
- 1995: Alessandro Benvenuti, Ugo Chiti e Nicola Zavagli - Belle al bar
  - Piero Natoli - Ladri di cinema
  - Giuseppe Tornatore - Una pura formalità
  - Carlo Mazzacurati, Stefano Rulli, Umberto Contarello e Sandro Petraglia - Il toro
- 1996: Giacomo Campiotti e Marco Piatti - Come due coccodrilli
- 1997: Sergio Citti - I magi randagi
  - Paolo Virzì - Ferie d'agosto
  - Marco Ferreri - Nitrato d'argento
  - Ugo Chiti - Albergo Roma
  - Antonio Capuano - Pianese Nunzio, 14 anni a maggio
- 1998: Roberto Benigni e Vincenzo Cerami - La vita è bella
  - Roberta Torre - Tano da morire
  - Johnny Dell'Orto e Sandro Baldoni - Consigli per gli acquisti
  - Sergio Rubini e Umberto Marino - Il viaggio della sposa
  - Paolo Virzì, Francesco Bruni e Furio Scarpelli - Ovosodo
- 1999: Mimmo Calopresti e Heidrun Schleef - La parola amore esiste
  - Mario Martone - Teatro di guerra
  - Giuseppe M. Gaudino - Giro di lune tra terra e mare
  - Domenico Starnone - Del perduto amore
  - Francesca Archibugi - L'albero delle pere

### Anni 2000-2009
- 2000: Silvia Tortora - Un uomo perbene
  - Marco Bechis e Lara Fremder - Garage Olimpo
  - Francesco Bruni e Paolo Virzì - Baci e abbracci
  - Leonardo Fasoli e Gianluca Maria Tavarelli - Un amore
  - Gabriele Muccino, Silvio Muccino e Adele Tulli - Come te nessuno mai
- 2001: Ferzan Özpetek e Gianni Romoli - Le fate ignoranti
  - Giorgia Cecere e Edoardo Winspeare - Sangue vivo
  - Nanni Moretti - La stanza del figlio
  - Furio Scarpelli - Concorrenza sleale
  - Leonardo Fasoli e Gianluca Maria Tavarelli - Qui non è il paradiso
- 2002: Marco Bellocchio - L'ora di religione
  - Marco Bechis - Figli/Hijos
  - Antonietta De Lillo - Non è giusto
  - Andrea Garello e Gabriele Salvatores - Amnèsia
  - Laura Sabatino - Ribelli per caso
- 2003: Ferzan Özpetek e Gianni Romoli - La finestra di fronte
  - Pupi Avati - Il cuore altrove
  - Ugo Chiti, Matteo Garrone e Massimo Gaudioso - L'imbalsamatore
  - Piero De Bernardi, Pasquale Plastino, Fiamma Satta e Carlo Verdone - Ma che colpa abbiamo noi
  - Domenico Starnone e Sergio Rubini - L'anima gemella
  - Luca Vendruscolo, Marco Marafini, Marco Damilano e Filippo Bellizzi - Piovono mucche
- 2004: Ermanno Olmi - Cantando dietro i paraventi
  - Giorgia Cecere - Il miracolo
  - Daniele Ciprì, Franco Maresco e Lillo Iacolino - Il ritorno di Cagliostro
  - Luca D'Ascanio - Bell'amico
  - Riccardo Milani - Il posto dell'anima
- 2005: Paolo Sorrentino - Le conseguenze dell'amore
  - Francesca Comencini - Mi piace lavorare (Mobbing)
  - Matteo Garrone, Massimo Gaudioso e Vitaliano Trevisan - Primo amore
  - Vincenzo Marra - Vento di terra
  - Sergio Rubini e Domenico Starnone - L'amore ritorna
- 2006: Roberto Benigni e Vincenzo Cerami - La tigre e la neve
  - Francesco Munzi - Saimir
  - Ferzan Özpetek e Gianni Romoli - Cuore sacro
  - Fausto Paravidino, Iris Fusetti e Carlo Orlando - Texas
  - Marco Ponti e Lucia Moisio - L'uomo perfetto
- 2007: Marco Bellocchio - Il regista di matrimoni
  - Francesca Comencini - A casa nostra
  - Alessandro D'Alatri e Gennaro Nunziante - Commediasexi
  - Ermanno Olmi - Centochiodi
  - Francesco Cenni e Michele Pellegrini - Uno su due
  - Paolo Sorrentino - L'amico di famiglia
- 2008: Doriana Leondeff e Carlo Mazzacurati - La giusta distanza
  - Fabio Bonifacci - Lezioni di cioccolato
  - Fabio Bonifacci e Luca Lucini - Amore, bugie & calcetto
  - Cristina Comencini, Giulia Calenda e Maddalena Ravagli - Bianco e nero
  - Wilma Labate, Francesca Marciano e Carla Vangelista - Signorina Effe
  - Anna Negri - Riprendimi
- 2009: Fabio Bonifacci - Diverso da chi? e Si può fare
  - Marco Bechis - La terra degli uomini rossi - Birdwatchers
  - Davide Ferrario - Tutta colpa di Giuda
  - Giuseppe Piccioni e Federica Pontremoli Giulia non esce la sera
  - Maurizio Scaparro - L'ultimo Pulcinella

### Anni 2010-2019
- 2010: Carlo Verdone, Francesca Marciano e Pasquale Plastino - Io, loro e Lara
  - Alessandro Angelini e Angelo Carbone - Alza la testa
  - Pupi Avati - Il figlio più piccolo
  - Luca Guadagnino - Io sono l'amore
  - Giovanni Veronesi, Ugo Chiti e Andrea Agnello - Genitori & figli - Agitare bene prima dell'uso
- 2011: Nanni Moretti, Federica Pontremoli e Francesco Piccolo – Habemus Papam
  - Pupi Avati – Una sconfinata giovinezza
  - Paolo Genovese – Immaturi
  - Filippo Gravino – Una vita tranquilla
  - Roberta Torre – I baci mai dati
- 2012: Ferzan Özpetek e Federica Pontremoli - Magnifica presenza
  - Giuliano Montaldo e Vera Pescarolo - L'industriale
  - Renzo Lulli - I primi della lista
  - Andrea Segre - Io sono Li
  - Raffaele Verzillo e Pierfrancesco Corona - 100 metri dal paradiso
- 2013: Massimo Gaudioso e Matteo Garrone - Reality
  - Fabio Bonifacci - Benvenuto Presidente!
  - Pappi Corsicato e Monica Rametta - Il volto di un'altra
  - Maurizio Braucci e Leonardo Di Costanzo - L'intervallo
  - Ivan Cotroneo, Francesca Marciano e Maria Sole Tognazzi - Viaggio sola
- 2014: Michele Astori, Pif e Marco Martani - La mafia uccide solo d'estate
  - Antonio Morabito - Il venditore di medicine
  - Edoardo Winspeare e Alessandro Valenti - In grazia di Dio
  - Alessandro Rossetto e Caterina Serra - Piccola patria
  - Daniela Gambaro, Matteo Oleotto e Pier Paolo Piciarelli - Zoran - Il mio nipote scemo
- 2015: Alessandro Fabbri, Ludovica Rampoldi e Stefano Sardo - Il ragazzo invisibile
  - Riccardo Rossi, Chiara Barzini e Luca Infascelli - La prima volta di mia figlia
  - Edoardo De Angelis e Filippo Gravino - Perez.
  - Duccio Chiarini ed Ottavia Madeddu - Short Skin - I dolori del giovane Edo
  - Gaetano Di Vaio - Take Five
- 2016: Ivan Cotroneo, Francesca Marciano e Maria Sole Tognazzi - Io e lei
  - Francesco Calogero - Seconda primavera
  - Alberto Caviglia - Pecore in erba
  - Francesco Ghiaccio e Marco D'Amore - Un posto sicuro
  - Adriano Valerio ed Ezio Abbate - Banat - Il viaggio
- 2017: Nicola Guaglianone - Indivisibili
  - Massimiliano Bruno, Herbert Simone Paragnani e Gianni Corsi - Beata ignoranza
  - Edoardo Leo, Alessandro Aronadio e Renato Sannio - Che vuoi che sia
  - Fabio Mollo e Josella Porto - Il padre d'Italia
  - Michele Astori e Pierfrancesco Diliberto - In guerra per amore
- 2018: Luciano Ligabue - Made in Italy
  - Laura Bispuri e Francesca Manieri - Figlia mia
  - Alessandro Aronadio, Renato Sannio, Edoardo Leo - Io c'è
  - Vincenzo Marra - L'equilibrio
  - Ciro Formisano - L'esodo
  - Marco Pettenello e Andrea Segre - L'ordine delle cose
  - Andrea Cedrola, Stefano Grasso e Sebastiano Riso - Una famiglia

- 2019: Paola Randi - Tito e gli alieni
  - Carla Cavalluzzi, Diego De Silva, Angelo Pasquini, Sergio Rubini - Il grande spirito
  - Stefano Massini - La prima pietra
  - Andrea Bassi, Nicola Guaglianone, Menotti - Non ci resta che il crimine
  - Bonifacio Angius - Ovunque proteggimi

### Anni 2020-2029
- 2020: Pupi Avati, Antonio Avati, Tommaso Avati - Il signor Diavolo
  - Giulio Base - Bar Giuseppe
  - Emanuela Rossi - Buio
  - Daniele Costantini - Il grande salto
  - Donato Carrisi - L'uomo del labirinto
- 2021[1][2]: Claudio Noce, Enrico Audenino - Padrenostro
  - Vincenzo Marra - La volta buona
  - Chiara Bellosi - Palazzo di giustizia
  - Alessandro Grande, Mariano Di Nardo - Regina
  - Marcello Sannino, Guido Lombardi, Massimiliano Virgilio, Giorgio Caruso - Rosa pietra stella
- 2022: America Latina – Damiano e Fabio D'Innocenzo
  - Il filo invisibile – Marco Simon Puccioni
  - Il materiale emotivo – Ettore Scola, Ivo Milazzo, Furio Scarpelli
  - La tana – Beatrice Baldacci
  - Re Granchio – Alessio Rigo de Righi, Matteo Zoppis, Tommaso Bertani, Carlo Lavagna
- 2023: L'immensità - Emanuele Crialese
  - Mia - Ivano De Matteo, Valentina Ferlan
  - Princess - Roberto De Paolis
  - Il primo giorno della mia vita - Paolo Genovese
  - Orlando - Daniele Vicari, Andrea Cedrola
  - Piano piano - Nicola Prosatore, Antonia Truppo
- 2024: Another End - Valentina Gaddi, Sebastiano Melloni, Piero Messina, Giacomo Bendotti (ex aequo) e Il punto di rugiada - Marco Risi, Riccardo De Torrebruna, Francesco Frangipane, Enrico Galiano (ex aequo)
  - Doppio passo - Lorenzo Borghini, Fabrizio Borghini, Cosimo Calamini, Daniele Minucci
  - Patagonia - Tommaso Favagrossa e Simone Bozzelli
  - Quell'estate con Irene - Carlo Sironi e Silvana Tamma